# Cheilotrichia clarkeana
Cheilotrichia clarkeana är en tvåvingeart som beskrevs av Alexander 1972. Cheilotrichia clarkeana ingår i släktet Cheilotrichia och familjen småharkrankar. Inga underarter finns listade i Catalogue of Life.